# Jordbävningen i Kaohsiung 2016
Jordbävningen i Kaohsiung ägde rum den 6 februari 2016 kl. 3:57 (lokal tid) i Taiwan. Jordbävningens epicentrum låg i stadsdelen Meinong i Kaohsiung men hårdast drabbades hamnstaden Tainan som ligger cirka 48 km västerut.
Enligt beräkningarna som utfördes av United States Geological Survey (USGS) hade jordbävningen en styrka av 6,4 MW på Momentmagnitudskalan. Kort efter jordbävningen berättades främst över skador i staden Tainan. Minst åtta höghus föll omkull eller raserades, däribland ett 16-våningshus i stadsdelen Yongkang. Enligt den första rapporten som publicerades på följande morgon miste 14 personer livet och 484 personer var skadade. 30 timmar senare hade antalet dödade personer stigit till 27 och cirka 120 personer noterades fortfarande försvunnen. Jordbävningen orsakade dessutom tillfälliga strömavbrott i Tainan samt Kaohsiung och trafiken av Taiwans höghastighetståg var tidvis inställd.